# Se, vi går upp till Jerusalem
Se, vi går upp till Jerusalem är en ofta sjungen fastlagspsalm av Paul Nilsson från 1906 som sedan dess undergått en lättare textbearbetning utan angivande av namn. 
Melodin uppges vara nordisk folkmelodi och är hämtad ur Arrebos psaltare år 1627. I fyra fyraradiga strofer, som alla börjar "Se, vi går upp till Jerusalem", skildras vandringen mot lidandet och korsdöden.
Organisten John Morén har arrangerat psalmen för flerstämmig kör.

## Koralbearbetningar

### Orgel
- Se, vi gå upp till Jerusalem ur Tre orgelkoraler av Alf Linder.[2]

- Introduktion och passacaglia över koralen "Se, vi gå upp till Jerusalem" av Henry Lindroth.[3]

- Se, vi gå upp till Jerusalem ur Tre passionskoraler av Bedřich Janáček.[4]

- Se, vi går upp till Jerusalem ur Fastekoraler av Bengt-Göran Sköld.[5]

- Introduktion och passacaglia över koralen "Se, vi går upp till Jerusalem", op. 201 av Roland Forsberg.[6]

- Se, vi går upp till Jerusalem av Bo Ekvall.[7]

## Publicerad i
- 1937 års psalmbok som nr 70 under rubriken "Passionstiden".
- Frälsningsarméns sångbok 1968 som nr 620 under rubriken "Passionstid"
- Lova Herren 1988 som nr 146 under rubriken "Passionstiden".
- Den svenska psalmboken 1986 som nr 135 under rubriken "Fastan".
- Finlandssvenska psalmboken 1986 som nr 59 under rubriken "Fastetiden".